# Liste von Persönlichkeiten der Stadt Werne
Diese Liste von Persönlichkeiten der Stadt Werne umfasst die Bürgermeister, Ehrenbürger, Söhne und Töchter der Stadt sowie weitere Persönlichkeiten mit Bezug zur Stadt.

## Bürgermeister

### Bürgermeister seit 1945
- 1945 (1.–31. März): Friedrich (Fritz) Jockenhövel
- 1945 (1.–16. April): Carl Brauckhoff, parteilos (oft falsch als Karl Brauckhoff)
- 1945–1958: Theodor Wenning, CDU
- 1958–1984: Franzjosef Grube, CDU
- 1984–1997: Wilhelm Lülf, CDU
- 1997–2004: Meinhard Wichmann, CDU
- 2004–2009: Rainer Tappe, SPD
- 2009–heute: Lothar Christ, parteilos

## Ehrenbürger
- Heinrich Friedrich Karl vom und zum Stein (1757–1831), preußischer Beamter, Staatsmann und Reformer
- Franz Arnold Melchers (1765–1851), römisch-katholischer Weihbischof in Münster
- Albert von Maybach (1822–1904), preußischer Minister, Mitglied des Reichstags
- Hermann Westermann (1905–1985), römisch-katholischer Bischof
- Antonie Jüngst (1843–1918), Schriftstellerin und Dichterin
- Franzjosef Grube (* 1912 in Werne), langjähriger Bürgermeister und Buchdruckereibesitzer
- Theodor Panhoff (* 1902 in Werne-Stockum; † 1997 in Werne-Stockum), Landwirt, Gründer der Panhoff-Stiftung

## In Werne geborene Persönlichkeiten
- Gabriele Behler (* 1951), ehemalige Ministerin des Landes NRW
- Tobias Breer O.Praem. (* 1963), römisch-katholischer Geistlicher
- Axel Brennicke (1953–2017), Biologe, Professor für molekulare Botanik und Autor
- Theodor Brüggemann (1921–2006), Literaturwissenschaftler
- Ludger Brümmer (* 1958), Komponist von Computermusik
- Ludger Burmann (* 1956), Schauspieler
- Barbara Cárdenas Alfonso (* 1954), hessische Politikerin
- Jürgen Dahlkamp (* 1965), Journalist
- Georg von Detten (1837–1919), Richter, Regionalhistoriker und preußischer Abgeordneter der Zentrumspartei
- Hinrik Funhof († 1485), Maler der Gotik
- Gotthard Fürstenberg (um 1547–1617), Rat und Kanzler des Bischofs von Osnabrück
- Lutz Gripshöver (* 1972), Springreiter
- Theo Homann (1948–2010), Fußballspieler
- August Hosius (1825–1896), Geologe und Paläontologe
- Clemens Hosius (1822–1902), Landgerichtspräsident, Reichstags- und Landtagsabgeordneter
- Antonie Jüngst (1843–1918), Schriftstellerin und Dichterin
- Mehmet Kara (* 1983), türkischer Fußballspieler
- Reimund Kasper (* 1947), Maler, Grafiker, Bildhauer und Designer
- Nikolas Katsigiannis (* 1982), Handballtorwart
- Thomas Kausch (* 1963), Journalist und Reporter
- Hans-Martin Linde (* 1930), Musiker und Komponist
- Mario Löhr (* 1971), Bürgermeister der Stadt Selm, ab 2020 Landrat des Kreises Unna
- Albert von Maybach (1822–1904), preußischer Minister der öffentlichen Arbeiten
- Gil Mehmert (* 1965), Regisseur und Hochschullehrer
- Franz Arnold Melchers (1765–1851), römisch-katholischer Weihbischof in Münster
- Lars Müller (* 1976), Fußballspieler
- Kurtulus Öztürk (* 1980), Fußballspieler
- Marvin Pourié (* 1991), Fußballspieler
- Heinrich Repke (1877–1962), Kunstmaler
- Wilhelm Ribhegge (1940–2024), Historiker
- Thomas Schürmann (* 1975), Fernsehmoderator
- Dietrich Schwanitz (1940–2004), Literaturprofessor und Autor
- Johannes Schwartländer (1922–2011), Philosoph und Hochschullehrer
- Dennis Sonne (* 1984), Politiker (Bündnis 90/Die Grünen) und Landtagsabgeordneter
- Reinhold Stockbrügger (* 28. Januar 1928; † 19. Februar 2007), Organist, Chorleiter, Dirigent, unter anderem Gastdirigent der Neuen Philharmonie Westfalen, Schulamtsdirektor
- Ansgar Striepens (* 1965), Jazzmusiker, Orchesterleiter und Hochschullehrer
- Theodor Wenning (1887–1958), Politiker
- Ernst Wille (1916–2005), Maler
- Cornelius Küpper (* 1991), deutscher Sportjournalist und TV Kommentator

## Bekannte Einwohner und mit Werne verbundene Persönlichkeiten
- Ambrosius von Oelde (zwischen 1630 und 1640–1705), Kapuziner und Baumeister
- Heinrich Overhage (1806–1873), römisch-katholischer Geistlicher und Schriftsteller, Pfarrdechant von Werne
- Gerd Böttcher (1936–1985), Schlagersänger
- Christoph Dammermann (* 1967), Staatssekretär wohnhaft in Werne, hat auch kommunalpolitisch hier gewirkt
- Hubert Hüppe (* 1956), Politiker, seit 1991 Mitglied des Deutschen Bundestages, Träger des Bundesverdienstkreuzes am Bande, ging in Werne zur Schule und lebt in Werne
- Hansi Küpper (* 1961), Fußballkommentator, wuchs in Werne auf
- Karl-Thomas Neumann (* 1961), Automobilmanager wuchs in Werne auf.[1]
- Richard Ott SSCC (1928–2008), Ordenspriester, Philologe und Lehrer
- Heinrich Overhage (* 1806 in Ahlen; † 23. November 1873 in Werne), katholischer Volksschriftsteller; ab 1833 Kaplan und ab 1848 Pfarrdechant in Werne; ab 1871 Ehrendomherr in Münster (Quelle: Wikisource)
- Toni Tuklan (* vor 1970), Rapper, wohnhaft in Werne[2][3]
- Georg Wuermeling (1930–1989), von 1963 bis 1974 Stadtdirektor der Stadt Werne